# Флаг Кубанской народной республики
Флаг Куба́нской наро́дной респу́блики (укр. Прапор Кубанської народної республіки) — государственный символ Кубанской народной республики наряду с гербом и гимном.

## История и описание
Трёхполосный сине-малиново-зелёный государственный флаг был утверждён 23 февраля 1919 года Кубанской Радой вместе с остальной государственной символикой. Ширина двух его крайних полос равнялась ширине средней полосы (каждая крайняя — 1/4 ширины флага, средняя — 1/2). Есть версия, что допускалось использование флага, в котором ширина каждой крайней полосы равнялась 1/3 ширины средней (каждая крайняя — 1/5 ширины флага, средняя — 3/5), либо же флага, где все три полосы были равновеликими, однако официальных данных о подобных модификациях флага нет.

## Символистика
Значения цветов флага и их расположения не были закреплены документально. Однако существуют различные неофициальные версии значений символики кубанского флага. По одной из них малиновый цвет символизировал казаков-черноморцев, потомков запорожцев, синий — казаков-линейцев, наследников донцов, зелёный — адыгов (либо всех горцев-мусульман). По другой малиновый цвет символизировал всех казаков Кубани, потомков как запорожцев, так и донцов.
Расположение цветов, по неофициальным данным, тоже несло в себе символизм. По одной из версий, малиновая полоса в центре («ствол») символизировала «центральное», государствообразующее население Кубани — казаков-черноморцев (либо всех казаков Кубани), зелёная снизу («корень») символизировала «изначальное», автохтонное население Кубани — адыгов, синяя сверху («ветви») символизировала «позднейшее» (полярное «изначальному») остальное население Кубани, формировавшееся на «корневой» и «стволовой» базе. Всё вместе являлось единым целым — «народом Кубани», образующим кубанское государство.

## Влияние
Цвета и облик флага Кубанской народной республики использованы во флаге современного Краснодарского края.